# Union parentale
En droit civil québécois, l'union parentale est un régime juridique qui rend possible le partage du patrimoine d'un couple non marié qui a des enfants lorsque la vie commune du couple prend fin.

## Contexte
L'institution, qui existe depuis le 30 juin 2025 seulement, a été créée pour favoriser l'égalité entre les familles, car les enfants d'un ancien couple de parents non mariés étaient jusqu'à tout récemment en désavantage sur le plan financier par rapport aux enfants d'un ancien couple de parents mariés. La conjointe non mariée pouvait recevoir une pension alimentaire pour ses enfants, mais comme il n'y avait aucun partage du patrimoine familial du couple, celle-ci risquait de vivre un choc sur le plan économique si son ex-ami détenait la grande majorité des biens du couple en son nom propre. Ce contexte est celui de l'affaire Québec (Procureur général) c. A (Éric contre Lola).
Le professeur de droit Alain Roy a été sélectionné par le ministère québécois de la justice pour créer cette nouvelle institution.

## Règles de base du régime
À la naissance (ou l'adoption), se crée automatiquement un patrimoine d’union parentale, similaire au patrimoine familial des couples mariés. Ces biens incluent : 
- les résidences (résidence primaire et les résidences secondaire),
- les meubles de la famille
- les véhicules.

Sont exclus :
- les REER,
- les CELI,
- les rentes et biens reçus par succession ou donation, sauf si inclus volontairement par acte notarié.

Il n'y a pas non plus de pension alimentaire entre conjoints.
Les parents doivent être conjoints de fait : vivre ensemble, se présenter comme un couple, peu importe la durée.
Selon Éducaloi, il est possible d'accepter ou refuser le régime d’union parentale en allant chez le notaire.
L'union parentale ne s'applique pas aux couples sans enfants car l'objet du régime est de favoriser l'égalité entre familles avec enfants et de laisser un espace de liberté pour les couples qui n'ont pas d'enfants et qui ne sont par ailleurs pas mariés, ou pour les couples avec enfants qui ont refusé le régime d'union parentale.
L'union parentale ne s'applique pas non plus rétroactivement aux enfants nés avant sa date d'entrée en vigueur, sauf si le couple non marié adhère d'un commun accord à l'union parentale pour ces enfants.
Malgré l'exclusion de certains biens du régime d'union parentale, une conjointe de fait peut en principe obtenir le partage de ceux-ci si elle signe une entente séparée avec son conjoint appelée contrat de vie commune. et que ce contrat contient des clauses de REER, CELI, rentes et biens de succession/donation.